# Chabeuil
Chabeuil est une commune française de l'agglomération valentinoise, située dans le département de la Drôme, en région Auvergne-Rhône-Alpes.
Ses habitants sont dénommés les Chabeuillois et Chabeuilloises.

## Géographie

### Localisation
La commune de Chabeuil se situe à environ 10 km à l'est de Valence, 15 km au sud de Romans et 20 km au nord de Crest.

### Relief et géologie
Sites particuliers :
- Serre Peloux[1].

### Hydrographie
La commune est arrosée par les cours d'eau suivants :
- la Lierne
- la Véore
- le canal de la Bourne
- le canal du Moulin
- le Guimand
- le Merdarit
- le Merdary
- le Ruisseau de Bost.

### Climat
Pour des articles plus généraux, voir Climat d'Auvergne-Rhône-Alpes et Climat de la Drôme.
En 2010, le climat de la commune est de type climat méditerranéen altéré, selon une étude du CNRS s'appuyant sur une série de données couvrant la période 1971-2000. En 2020, Météo-France publie une typologie des climats de la France métropolitaine dans laquelle la commune est exposée à un climat de montagne ou de marges de montagne et est dans la région climatique  Moyenne vallée du Rhône, caractérisée par un bon ensoleillement en été (fraction d’insolation > 60 %), une forte amplitude thermique annuelle (4 à 20 °C), un air sec en toutes saisons, orageux en été, des vents forts (mistral), une pluviométrie élevée en automne (250 à 300 mm). 
Pour la période 1971-2000, la température annuelle moyenne est de 12,3 °C, avec une amplitude thermique annuelle de 17,7 °C. Le cumul annuel moyen de précipitations est de 910 mm, avec 7,6 jours de précipitations en janvier et 4,9 jours en juillet. Pour la période 1991-2020, la température moyenne annuelle observée sur la station météorologique installée sur la commune est de 13,3 °C et le cumul annuel moyen de précipitations est de 873,9 mm,. Pour l'avenir, les paramètres climatiques de la commune estimés pour 2050 selon différents scénarios d'émission de gaz à effet de serre sont consultables sur un site dédié publié par Météo-France en novembre 2022.
| Mois                                  | jan.           | fév.           | mars           | avril         | mai           | juin          | jui.          | août           | sep.          | oct.          | nov.            | déc.           | année      |
| ------------------------------------- | -------------- | -------------- | -------------- | ------------- | ------------- | ------------- | ------------- | -------------- | ------------- | ------------- | --------------- | -------------- | ---------- |
| Température minimale moyenne (°C)     | 1              | 1,1            | 3,8            | 6,7           | 10,5          | 14,1          | 15,9          | 15,5           | 12,3          | 9,4           | 4,8             | 1,7            | 8,1        |
| Température moyenne (°C)              | 4,5            | 5,5            | 9,2            | 12,5          | 16,4          | 20,5          | 22,6          | 22,2           | 18,3          | 14,1          | 8,5             | 5              | 13,3       |
| Température maximale moyenne (°C)     | 8              | 9,8            | 14,6           | 18,3          | 22,2          | 27            | 29,4          | 28,9           | 24,4          | 18,9          | 12,3            | 8,4            | 18,5       |
| Record de froid (°C) date du record   | −14,7 11.01.10 | −10,9 05.02.12 | −11,7 02.03.05 | −4,3 08.04.03 | 1 07.05.19    | 5 10.06.05    | 8,3 13.07.00  | 6,6 31.08.1998 | 3,9 18.09.01  | −4,3 26.10.03 | −7,5 23.11.1998 | −11,6 30.12.05 | −14,7 2010 |
| Record de chaleur (°C) date du record | 19,2 10.01.15  | 21,5 23.02.20  | 25 30.03.21    | 30,9 28.04.12 | 33,6 21.05.22 | 39,2 29.06.19 | 39,9 24.07.19 | 40,9 22.08.23  | 33,6 04.09.05 | 29,5 09.10.23 | 23,1 01.11.22   | 18,5 17.12.19  | 40,9 2023  |
| Précipitations (mm)                   | 56,8           | 46,6           | 53,7           | 74,3          | 88,8          | 57,2          | 54,5          | 68,3           | 82,7          | 123,7         | 109,4           | 57,9           | 873,9      |

## Urbanisme

### Typologie
Au 1er janvier 2024, Chabeuil est catégorisée bourg rural, selon la nouvelle grille communale de densité à 7 niveaux définie par l'Insee en 2022.
Elle appartient à l'unité urbaine de Chabeuil, une unité urbaine monocommunale constituant une ville isolée,. Par ailleurs la commune fait partie de l'aire d'attraction de Valence, dont elle est une commune de la couronne,. Cette aire, qui regroupe 71 communes, est catégorisée dans les aires de 200 000 à moins de 700 000 habitants,.

### Occupation des sols
L'occupation des sols de la commune, telle qu'elle ressort de la base de données européenne d’occupation biophysique des sols Corine Land Cover (CLC), est marquée par l'importance des territoires agricoles (82 % en 2018), en diminution par rapport à 1990 (86,1 %). La répartition détaillée en 2018 est la suivante : terres arables (70,1 %), zones urbanisées (8,5 %), zones agricoles hétérogènes (7,2 %), forêts (5,5 %), zones industrielles ou commerciales et réseaux de communication (3,3 %), prairies (2,6 %), cultures permanentes (2,1 %), mines, décharges et chantiers (0,8 %). L'évolution de l’occupation des sols de la commune et de ses infrastructures peut être observée sur les différentes représentations cartographiques du territoire : la carte de Cassini (XVIIIe siècle), la carte d'état-major (1820-1866) et les cartes ou photos aériennes de l'IGN pour la période actuelle (1950 à aujourd'hui).

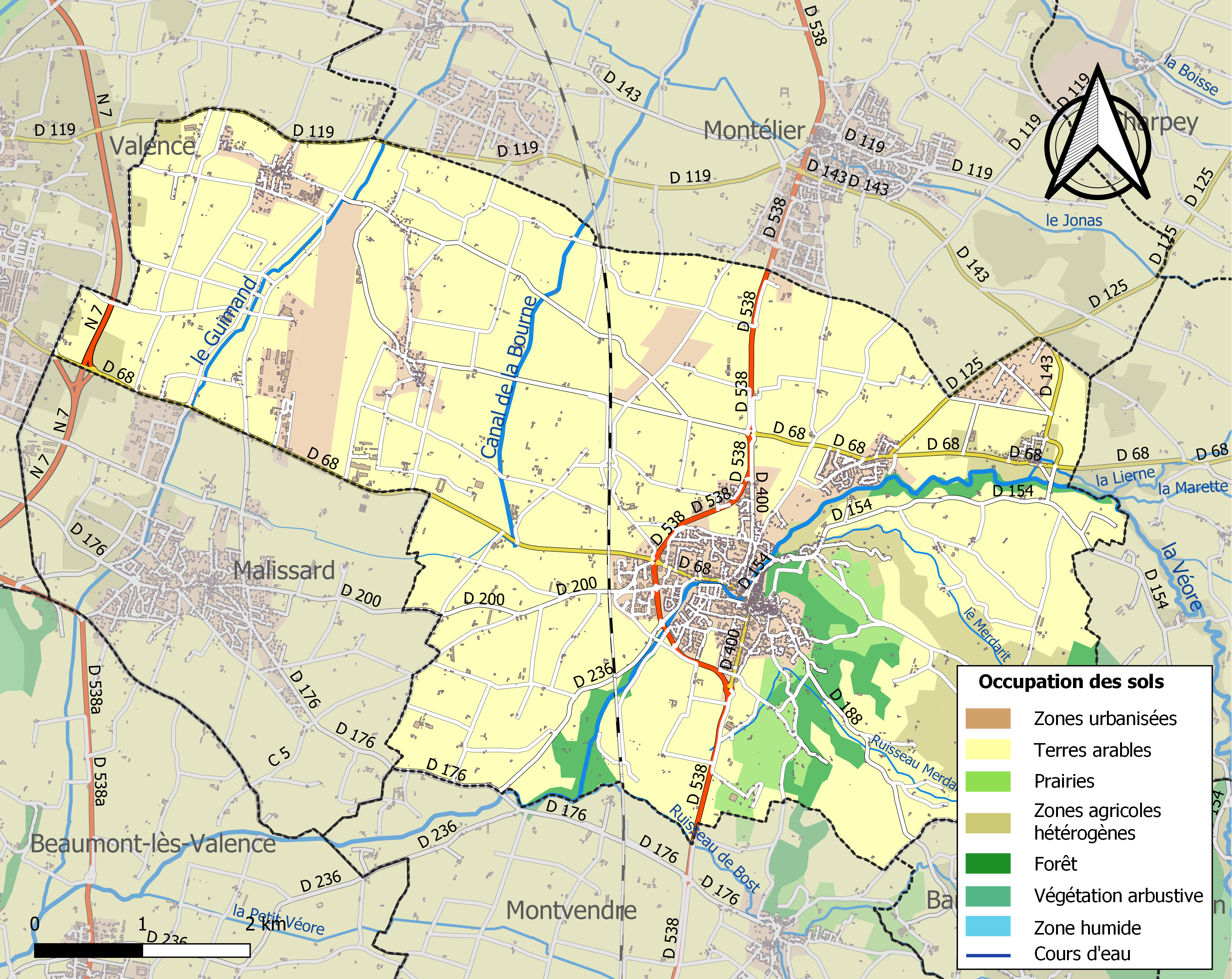
Carte des infrastructures et de l'occupation des sols de la commune en 2018 (CLC).

### Morphologie urbaine
La commune se compose d'un centre bourg, autour duquel s'agrègent trois hameaux principaux : Parlanges, Les Bérards, les Faucons. Ces derniers se sont développés sur d'anciens sites industriels.
Le centre bourg s'est installé autour du château d'origine, à l'intérieur des remparts historiques au bord de la rivière La Véore. Par la suite, l'urbanisation s'est étendue jusqu'aux limites imposées par la déviation.

#### Quartiers, hameaux et lieux-dits
Site Géoportail (carte IGN) :
- Aéroport de Valence-Chabeuil
- Assac
- Bachassier
- Beausoleil
- Bel-Air
- Bellet
- Belue
- Béranger
- Berne
- Bois de Gachet
- Bois des Pauvres
- Bouillane
- Bourpouré
- Brocard
- Caillet
- Chabriolet
- Chaillard
- Chambon
- Champferrier
- Chassenette
- Château Saint-Pierre
- Chauvin
- Cluet
- Colombet
- Dindon
- Duvache
- Fabert
- Ferme de Combe Dimanche
- Ferme Matras
- Ferme Mottet
- Ferme Perrot
- Fonlard
- Fouillarat
- Freydier
- Gachet
- Gathier
- Grange Neuve
- Guimand
- Iroulet
- la Barulière
- la Bérarde
- la Chenau
- la Combelle
- la Farge
- la Fayolle
- la Grue
- la Jeannette
- Lapassat
- la Pétieuve
- la Plaine
- la Trésorerie
- le Bois des Pauvres
- le Creux du Guimand
- le Grand Clos
- le Grand Taon
- le Merdary
- le Puits Chabrier
- les Amandiers
- les Barachines
- les Bérards
- les Bibles
- les Blaches
- les Blaches
- les Blanchards
- les Boudillons (est)
- les Boudillons (ouest)
- les Bourbourées
- les Breytons
- les Chambons
- les Chirouzes
- les Combes
- les Contours
- les Couleurs
- les Culières
- les Dignas
- les Drilles
- les Enfers
- le Serre
- les Faucons
- les Flandennes
- les Fontaines
- les Garennes
- les Gonnards
- les Gontardes
- les Goussons
- les Gouvernaux
- les Granges
- les Lioranens
- les Maraches
- les Marais
- les Martingales
- les Martins
- les Mas
- les Maubos
- les Morelles
- le Soufledet
- les Passonnes
- les Perrines
- les Petites Forêts
- les Pierres
- les Places
- les Praux
- les Quarts
- les Rachas
- les Rampons
- les Rosiers
- les Sagnes
- les Simondins
- les Sylvains
- les Teypes
- les Tiolaires
- les Triols
- les Tropélus
- les Vaches
- les Véores
- les Vignes
- les Viguières
- les Villardes
- le Treuil
- Magnat
- Maltras
- Monthieu
- Nazareth
- Parisot
- Parlanges
- Pecquet
- Péreyrol
- Peyzoir
- Pierre Blanche
- Saint-Agnat
- Théolier
- Viretard

### Voies de communication et transports
La commune est desservie par la route nationale N 7 et les routes départementales D 68, D 119, D 125, D 143, D 154, D 188, D 236, D 400 et D 538.
La commune de Chabeuil est desservie par le périphérique valentinois (LACRA) qui traverse son territoire à l'ouest ( 34 : Valence-Briffaut, Chabeuil).

#### Transports en commun
La commune est reliée au réseau de transport en commun de l'agglomération valentinoise (Citéa). Deux lignes de bus relient la commune à Valence.

#### Aéroport de Valence-Chabeuil
L'aéroport de Valence-Chabeuil est installé sur la commune.

## Toponymie
La commune est nommée Chabuel en occitan[réf. nécessaire].

### Attestations
Dictionnaire topographique du département de la Drôme :
- 1158 : Chabiol (Repert. Sancti Ruffi), (étudié par Ernest Nègre[14]) ;
- 1190 : Cabiolum (Gall. christ., XVI, 110), (étudié par Ernest Nègre[14]) ;
- XIIe siècle : Chabeoll (Chart. valent.) ;
- 1205 : Castrum de Cabeolo (cartulaire de Léoncel, 70) ;
- 1225 : Chabeolum (cartulaire de Léoncel, 95) ;
- 1228 : Chabuoil (cartulaire de Léoncel, 101) ;
- 1233 : Caboolium (cartulaire de Léoncel, 116) ;
- 1252 : Chabuel (cartulaire des dauphins, 32) ;
- 1277 : Cambiolum (inventaire des dauphins, 12) ;
- 1280 : Chabuil (visites de Cluny) ;
- 1282 : Chabolium (visites de Cluny) ;
- 1282 : Chabeolesium (cartulaire de Léoncel, 247) ;
- 1282 : mention de l'église Saint-Andéol : ecclesia Sancti Andeoli apud Cabeolum (cartulaire de Léoncel, 246) ;
- 1295 : Chabueylz (cartulaire de Léoncel, 272) ;
- 1296 : Chabuel (visites de Cluny) ;
- XIVe siècle : mention du prieuré : prioratus de Cabeolo (pouillé de Valence) ;
- 1388 : Scabeolum (choix de documents, 207) ;
- 1396 : mention de la cour des conventions : curia Cabeoli (archives municipales de Crest) ;
- 1400 : Chabueil (choix de documents, 235) ;
- 1434 : Chabaul (rôle de tailles) ;
- 1442 : castrum Cabeoli (choix de documents, 273) ;
- 1891 : Chabeuil, chef-lieu de canton de l'arrondissement de Valence.

### Étymologie
Le nom de la commune viendrait du latin caput « tête » et -ô-ialo « bout de la clairière » ou « clairière du bout ».

## Histoire
Pour un article plus général, voir Histoire de la Drôme.

### Antiquité: les Gallo-romains
Présence romaine : survivance des divisions territoriales, sépultures, fragments de poteries.
L'assise gallo-romaine de la porte-tour[réf. nécessaire].

### Du Moyen Âge à la Révolution
La seigneurie : à l'époque féodale, la terre (ou seigneurie) était une possession des Chabeuil, éteints vers 1275. Vers 1275, elle passe aux dauphins de Viennois. En 1314 : les dauphins donnent des libertés municipales aux habitants.
Chabeuil aurait fait partie des possessions du prince de Royans, Ismidon II, puis Guidelin qui partit en croisade avec de nombreux seigneurs de la région en 1188. Son fils, Gontard (qui donna son nom à la colline des Gontardes qui domine Chabeuil) fit plusieurs dons à l'abbaye de Léoncel ainsi qu'aux Templiers de Valence[réf. nécessaire].
Au XIIIe siècle, l'hôpital est pourvu de cinq lits. Il va donner son nom au quartier situé sur la rive droite de la Véore.
En 1349, le Dauphiné est rattaché au royaume de France.
Au XVIe siècle, outre la justice particulière du lieu, se tenait un tribunal dit « Cour des conventions » de Chabeuil duquel étaient justiciables tous ceux des habitants du Dauphiné qui s'y étaient soumis par leurs conventions. Au XVIIIe siècle, ce tribunal avait le même personnel que la justice ducale.
Au milieu XVIIe siècle, fondation du couvent des ursulines.
En 1647, Chabeuil est compris dans le duché de Valentinois, érigé pour les princes de Monaco, derniers seigneurs.
Il existe plusieurs versions de l'événement :
- Le prince de Monaco, reçoit Chabeuil en échange de terres italiennes au roi de France[15].
- Pendant la guerre contre l'Espagne, Louis XIV, pour des raisons d'alliance, offre à Honoré II Grimaldi de Monaco, la seigneurie de Chabeuil. Marie-Pelline Grimaldi portera le titre de « demoiselle de Chabeuil ». Aujourd'hui, on peut admirer l'hôtel des Grimaldi avec son donjon très bien conservé[16].
- Au XVIIe siècle, en reconnaissance des bons et loyaux services rendus à la Couronne, le prince de Monaco (Honoré II de Grimaldi) reçoit de Louis XIII puis de Louis XIV les terres et revenus de Chabeuil. La Révolution française mettra un terme à ce statut particulier[17].

Dans le cadre de la réaction seigneuriale qui a précédé la Révolution française, un conflit oppose la communauté de Chabeuil au prince de Monaco qui revendiquait une vaste terre de 300 sétérées (soit environ 100 ha).
Le 8 février 1784, s'envole un ballon conçu par le comte de Laurencin. Il vole pendant 35 minutes et atterrit à deux lieues de son point de départ. Cette expérience suit le vol de la montgolfière le Flesselles, le premier organisé à Lyon et auquel il a participé.
En 1789, on recense 622 chefs de familles.
Avant 1790, Chabeuil était une communauté de l'élection, subdélégation et sénéchaussée de Valence. Elle formait deux paroisses du diocèse de Valence, dites de Saint-Andéol et de Saint-Jean, mais avec une seule église, celle de Saint-Andéol. L'église Saint-Jean, qui était celle d'un prieuré de l'ordre de Cluny, dont le titulaire était décimateur dans tout le territoire de Chabeuil, avait été ruinée au XVIe siècle.

### De la Révolution à nos jours
En 1790, Chabeuil devient le chef-lieu d'un canton du district de Valence, comprenant les communes de Barcelonne, la Baume-Cornillanne, la Baume-sur-Véore, Chabeuil, Châteaudouble, Combovin, le Chaffal, Montvendre, Peyrus. La réorganisation de l'an VIII (1799-1800) n'a fait qu'ajouter à ce canton Montélier, Montmeyran et Upie.
En 1790, Chabeuil fut choisie pour accueillir la préfecture de la Drôme, avant qu'elle ne soit déplacée à Valence.
En 1848, la révolution de février est favorablement accueillie à Chabeuil où l'on plante un arbre de la liberté en célébration de la Deuxième République. Quatre ans plus tard, le régime étant devenu autoritaire, le préfet Ferlay en demande l'arrachage (décret du 8 janvier 1852). La municipalité ne s'exécute pas. L'ormeau était encore présent sur les rives de la Véore, face à la mairie, dans les années 1980.
Le 17 août 1867, la commune de Malissard est distraite de celle de Chabeuil.
À la fin XIXe siècle, Chabeuil est prospère : agriculture et élevage, négoce de vers à soie, vins, filatures, papeterie, huilerie, moulins, scieries.
En mai 2013, visite du prince Albert de Monaco,.
Fin mars 2015, le canton de Chabeuil est supprimé après les élections départementales de 2015. Chabeuil passe dans le canton de Valence-2.

## Politique et administration

### Rattachements administratifs et électoraux
| Élections                  | Élections                     | Circonscription électorale | Élu de la circonscription       | Élu de la circonscription | Élu de la circonscription | Élu de la circonscription |
| Niveau                     | Type                          | Circonscription électorale | Titre                           | Nom                       | Début de mandat           | Fin de mandat             |
| -------------------------- | ----------------------------- | -------------------------- | ------------------------------- | ------------------------- | ------------------------- | ------------------------- |
| Commune / Intercommunalité | Municipales et communautaires | Chabeuil                   | Maire                           | Alban Pano                | 2022                      | 2026                      |
| Commune / Intercommunalité | Municipales et communautaires | Valence Romans Agglo       | Président de l'intercommunalité | Nicolas Daragon           | 2020                      | 2026                      |
| Département                | Départementales               | Canton de Valence-2        | Conseillère départementale      | Nathalie Iliozer-Boyer    | 2021                      | 2028                      |
| Département                | Départementales               | Canton de Valence-2        | Conseiller départemental        | Alban Pano                | 2021                      | 2028                      |
| Région                     | Régionales                    | Auvergne-Rhône-Alpes       | Président du conseil régional   | Laurent Wauquiez          | 2021                      | 2028                      |
| Pays                       | Législatives                  | Troisième circonscription  | Députée                         | Marie Pochon              | 2022                      | 2027                      |

### Administration municipale
Le nombre d'habitants au dernier recensement étant compris entre 5 000 et 9 999, le nombre de membres du conseil municipal est de 29.

### Politique environnementale
La commune dispose d'une station d'épuration des eaux.

#### Espaces verts et fleurissement
En 2014, la commune obtient le niveau « une fleur » au concours des villes et villages fleuris depuis l'année 2008.

### Finances locales
En 2010, le revenu fiscal médian par ménage était de 34 484 €, ce qui plaçait Chabeuil au 7 165e rang parmi les 31 525 communes de plus de 39 ménages en métropole.

### Jumelage
Mönchweiler (Allemagne) depuis 1984 / Le 30e anniversaire du jumelage Chabeuil-Monchweiler a été célébré du 1er mai au 4 mai 2014.

## Population et société

### Démographie
L'évolution du nombre d'habitants est connue à travers les recensements de la population effectués dans la commune depuis 1793. Pour les communes de moins de 10 000 habitants, une enquête de recensement portant sur toute la population est réalisée tous les cinq ans, les populations de référence des années intermédiaires étant quant à elles estimées par interpolation ou extrapolation. Pour la commune, le premier recensement exhaustif entrant dans le cadre du nouveau dispositif a été réalisé en 2008.

En 2022, la commune comptait 6 860 habitants, en évolution de −0,29 % par rapport à 2016 (Drôme : +2,64 %, France hors Mayotte : +2,11 %).
| 1793  | 1800  | 1806  | 1821  | 1831  | 1836  | 1841  | 1846  | 1851  |
| ----- | ----- | ----- | ----- | ----- | ----- | ----- | ----- | ----- |
| 2 856 | 4 050 | 3 765 | 4 058 | 4 452 | 4 295 | 4 461 | 4 580 | 4 526 |

| 1856  | 1861  | 1866  | 1872  | 1876  | 1881  | 1886  | 1891  | 1896  |
| ----- | ----- | ----- | ----- | ----- | ----- | ----- | ----- | ----- |
| 4 399 | 4 355 | 4 333 | 3 436 | 3 328 | 3 121 | 3 375 | 3 076 | 3 177 |

| 1901  | 1906  | 1911  | 1921  | 1926  | 1931  | 1936  | 1946  | 1954  |
| ----- | ----- | ----- | ----- | ----- | ----- | ----- | ----- | ----- |
| 3 100 | 3 089 | 3 090 | 2 652 | 2 746 | 2 633 | 2 676 | 2 672 | 2 950 |

| 1962  | 1968  | 1975  | 1982  | 1990  | 1999  | 2006  | 2008  | 2013  |
| ----- | ----- | ----- | ----- | ----- | ----- | ----- | ----- | ----- |
| 3 266 | 3 500 | 3 809 | 4 319 | 4 790 | 5 861 | 6 396 | 6 528 | 6 834 |

| 2018  | 2022  | - | - | - | - | - | - | - |
| ----- | ----- | - | - | - | - | - | - | - |
| 6 869 | 6 860 | - | - | - | - | - | - | - |

| 0-19 ans | 20-39 ans | 40-59 ans | 60-74 ans | +75 ans |
| -------- | --------- | --------- | --------- | ------- |
| 28,7 %   | 26,2 %    | 27 %      | 12,1 %    | 6 %     |

- Hommes = 50,8 %
- Femmes = 49,2 %.
- Natalité = 12,6 pour mille
- Mortalité = 8,10 pour mille.

### Enseignement
- École maternelle Françoise-Dolto
- École élémentaire Gustave-André,
- École primaire Jérôme Cavalli, école des Bérards et de Parlanges
- École et collège privés François-Gondin
- Collège public Marc-Seignobos

### Manifestations culturelles et festivités
- Fête communale des Laboureurs : dimanche des Rameaux[15].
- Fête des bouviers.
- Fête de la caillette.
- Rallye de la caillette.
- Rencontres de la photographie de Chabeuil.
- Fête médiévale.
- Rencontre entre les mondes.

#### Loisirs
- Pêche et chasse[15].

### Médias
Le territoire de la commune se situe dans l'aire de diffusion de plusieurs médias :

#### Presse écrite
- Le Dauphiné libéré, quotidien régional qui consacre, chaque jour, y compris le dimanche, dans son édition de « Romans et Drôme des collines » un ou plusieurs articles à l'actualité du canton et de la commune, ainsi que des informations sur les éventuelles manifestations locales, les travaux routiers, et autres événements divers à caractère local.
- L'Agriculture Drômoise, journal d'informations agricoles et rurales, couvre l'ensemble du département de la Drôme.
- Drôme Hebdo (ancien Peuple Libre), hebdomadaire chrétien d'informations.

#### Presse audio-visuelle
La commune est située sur l'aire de diffusion de Ici Drôme Ardèche, une radio publique également diffusée sur tout le territoire du département de la Drome et de l'Ardèche.

### Cultes
La communauté catholique et l'église de Chabeuil (propriété de la commune) sont rattachées à la Paroisse Saint Martin de la Plaine de Valence (communauté des portes du Vercors), elle même rattachée au diocèse de Valence.

## Économie

### Agriculture
En 1992 : céréales, ovins, porcins, aviculture (coopérative).
- Marché hebdomadaire tous les mardis matin sur la place centrale (place du Général de Gaulle).
- Marché (aux bestiaux), le dernier mardi du mois[15].
- Foires : lundi et mardi suivant le 24 février, premier dimanche de septembre[15].
- Spécialité : la caillette[15] (spécialité à base de pâté de porc, aromatisée aux herbes).

### Commerce, artisanat et industrie
De nombreux commerces de proximité sont établis autour du centre-ville.
Chabeuil dispose d'une importante surface commerciale à l'entrée de ville (moyenne surface, bricolage, discount, etc.).
Zones d'activité économique (ZAE) Gouvernaux I & II et de « La Grue ».
Artisanat : verrerie.
Des carrières sont exploitées sur la commune.
L'entreprise Suez possède un centre de tri sur le territoire communal, traitant 30 000 tonnes de déchets non dangereux par an.

### Tourisme
- Syndicat d'initiative (en 1992)[15].

## Culture locale et patrimoine

### Lieux et monuments
- Une tour cylindrique médiévale domine le village, elle fut abandonnée après les guerres de Religion[réf. nécessaire].
- Restes de remparts : chemin de ronde, tour où l'on enfermait les pestiférés[15]. Une tour ronde jouxte la mairie.
- Porte-tour fortifiée à mâchicoulis (classé MH)[15] (XIIIe et XIVe siècles) sur une assise gallo-romaine[réf. nécessaire]. Les créneaux ont été rajoutés au XIXe siècle.
- Le monument commémoratif de la Première Guerre mondiale est l'œuvre d'Henri Joulie et de Jean-Baptiste Larrivé.
- Clocher du XVe siècle : ascia sur une pierre[15].
- Maison du XVIe siècle[15].
- Un couvent a été fondé en 1602 pour l'éducation des jeunes filles. Le portail d’entrée, rue Mazet, présente un arc surbaissé en molasse avec une clef sculptée[réf. nécessaire].
- L'Hôtel de ville est restauré au XIXe siècle[15].

La mairie a été édifiée en 1881 par l'architecte valentinois Ernest Tracol dans un style néogothique. Le campanile, construit de 1896 à 1903, est inspiré du Palazzo Vecchio de Florence[réf. nécessaire].
- L'église du XIXe siècle est de style byzantin, son plan est en croix grecque[15].

L'église Saint-Jean-Baptiste a été construite en 1862, sur les plans de l'architecte lyonnais Clair Tisseur, en forme de croix grecque et style romano-byzantin, sur les restes de l'ancienne église paroissiale Saint-Andéol. L'ancien clocher-porche du XIIIe siècle a été conservé, isolé de l'église actuelle. Il était coiffé d'un toit à quatre pentes avec quatre clochetons, surmonté d'une flèche ornée d'un énorme coq. Cette couverture fut emportée par une tempête en 1871[réf. nécessaire].
- Cimetière à l'emplacement d'une église[15].
- Ruines du château de Gontardes[15]. Souterrain de la Gontarde, sous les bases d'une ancienne tour qui pourrait correspondre au donjon d'une ancienne motte castrale. La galerie souterraine, creusée dans la molasse, est large de 1,5 à 3 mètres et a une hauteur moyenne de 1,8 mètre[40].
- Château et parc de Bimard[15].
- Château Saint-Pierre construit au XVIIe siècle.
- Château Neyrieu construit en 1710, remanié en 1896.
- Château de Rozier, bâtiment d'époque moderne remanié en 1881.

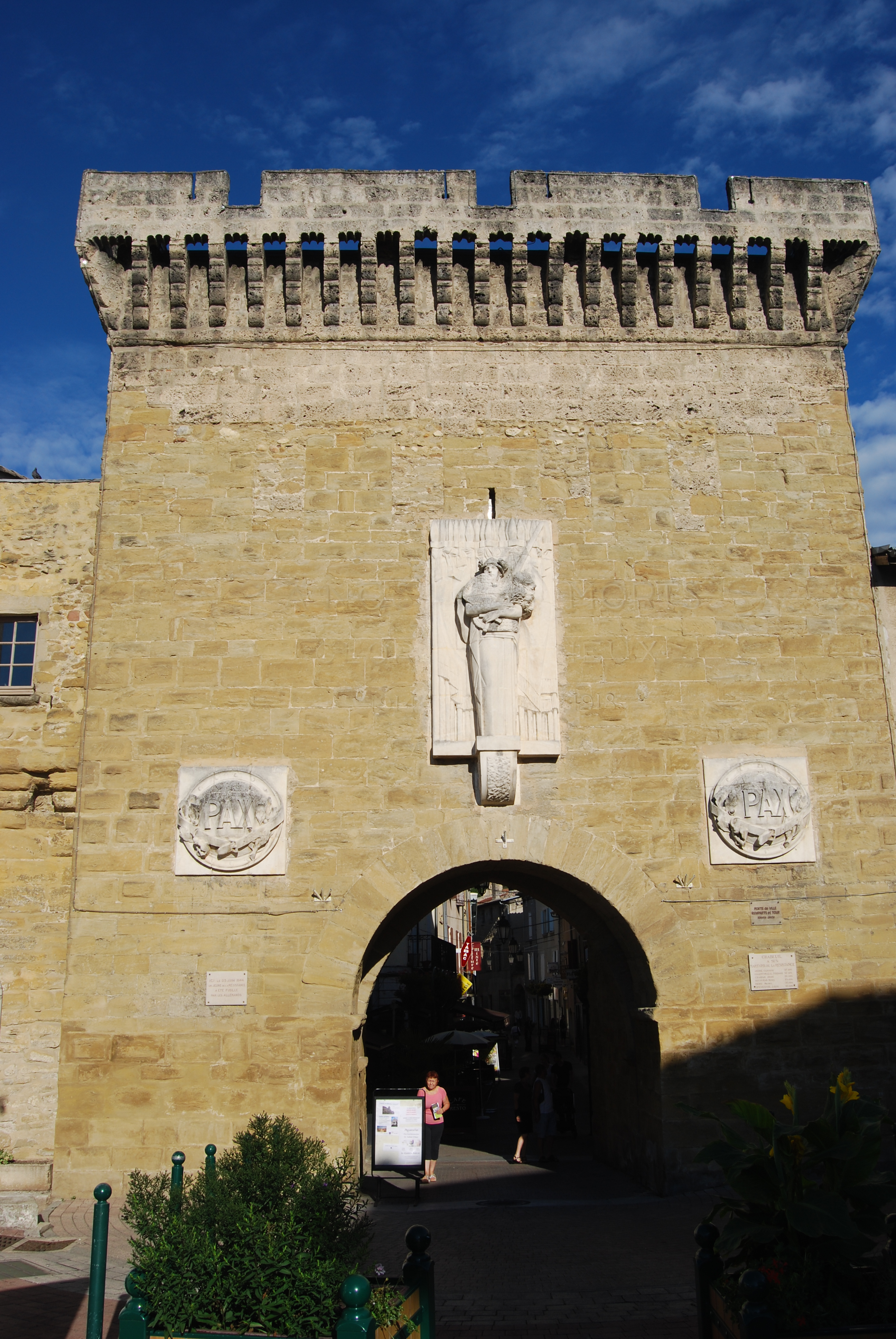
Porte de la ville.
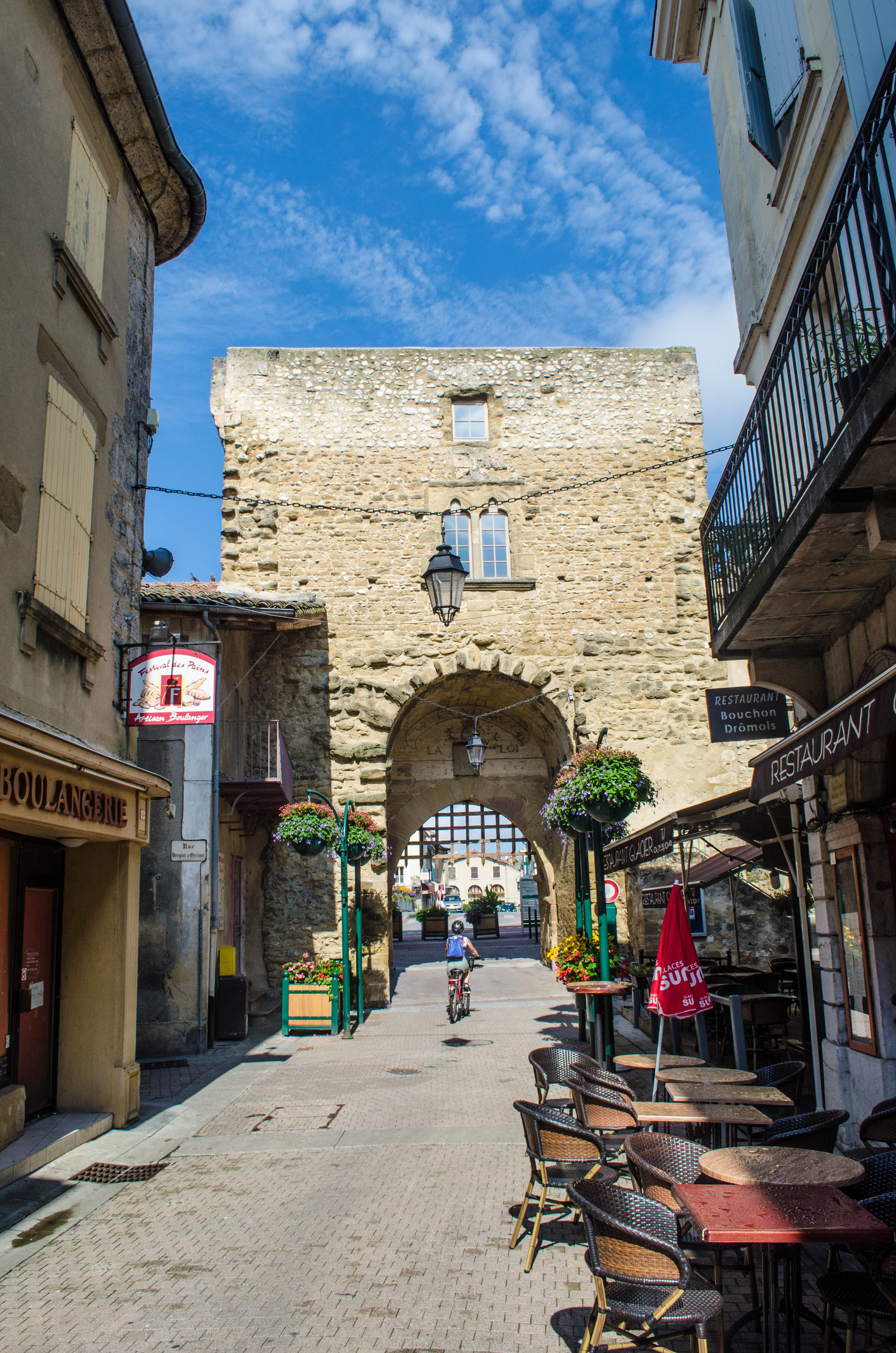
Porte fortifiée, vue de l'intérieur de la ville.
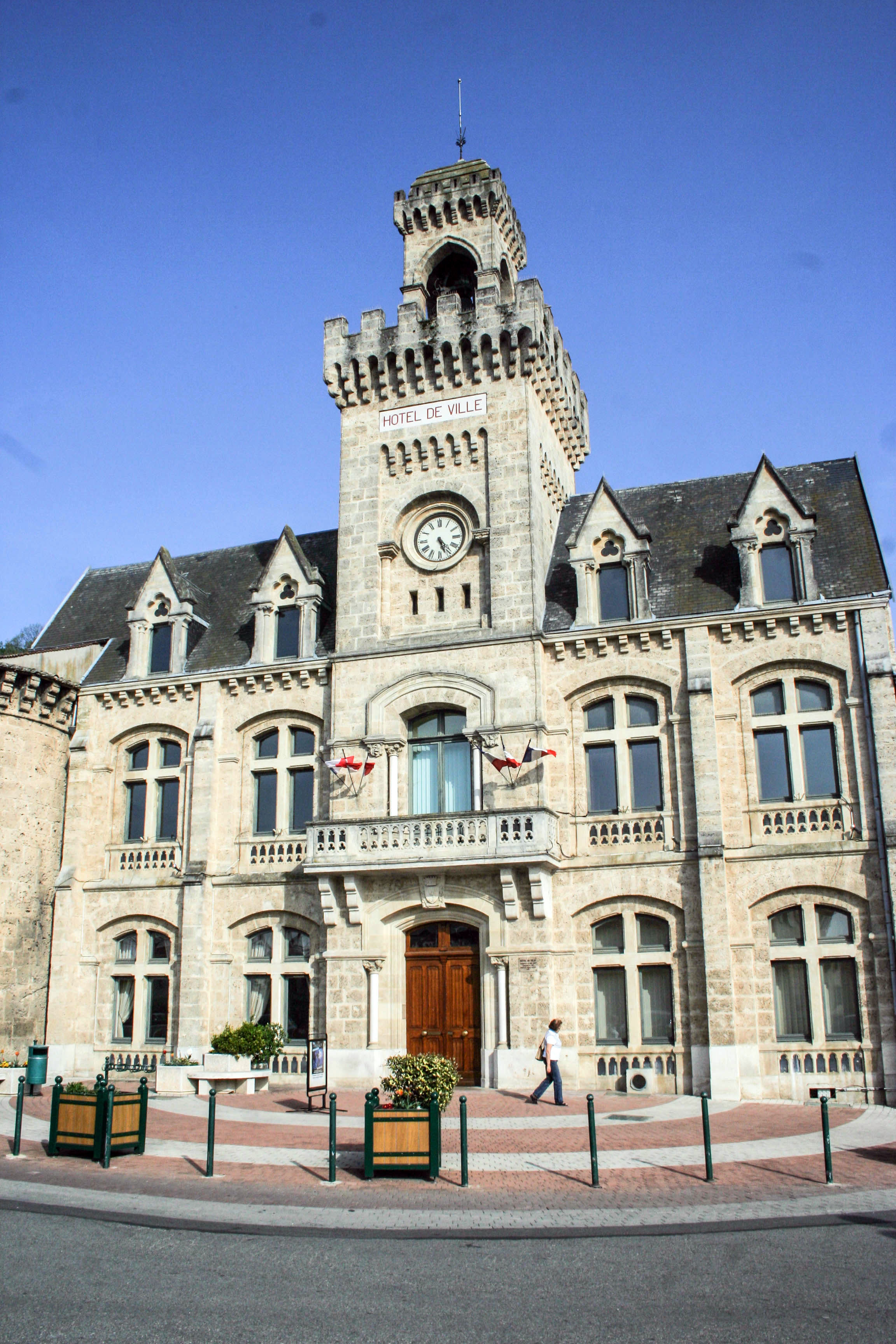
Hôtel de ville.
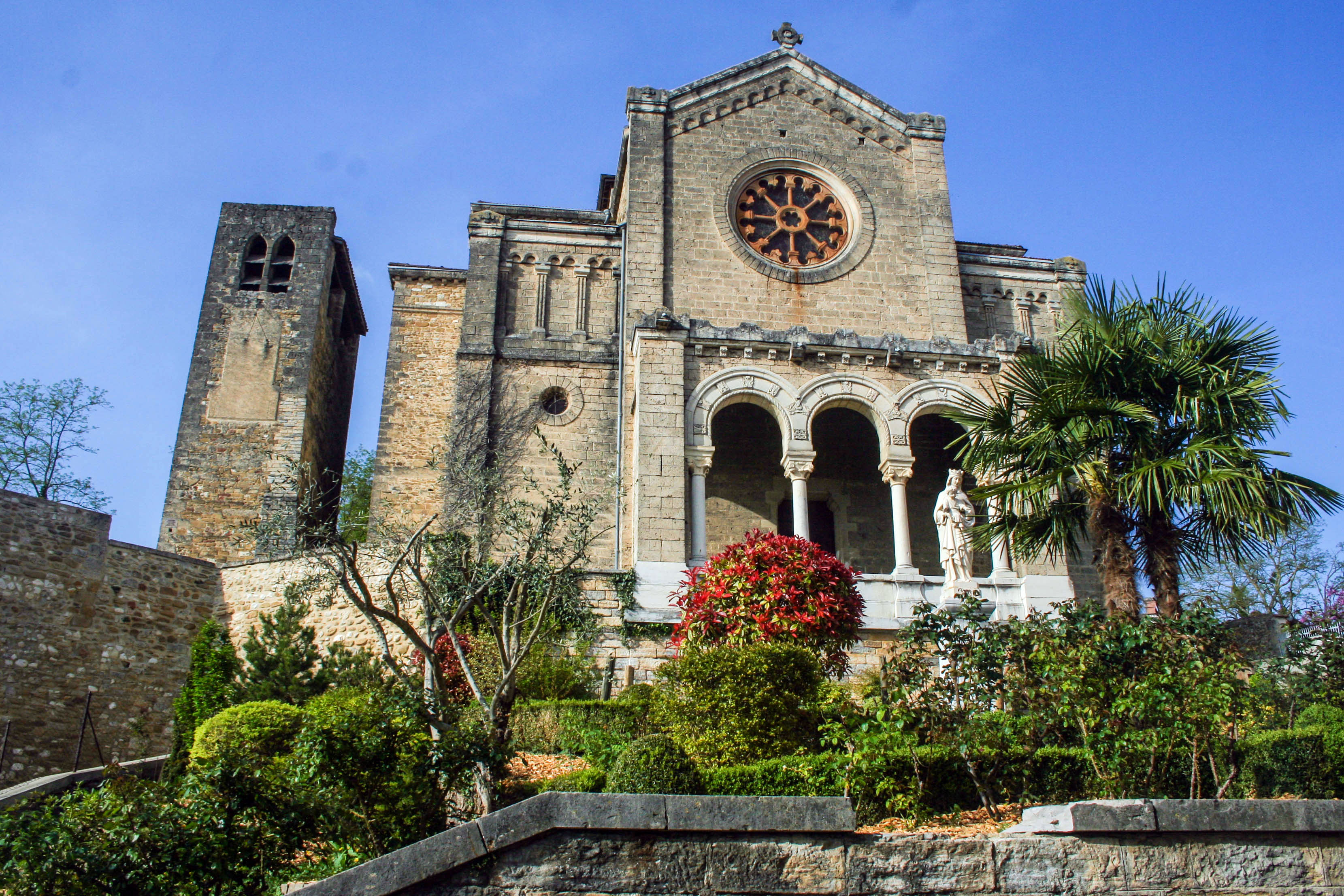
Église Saint-Jean-Baptiste.
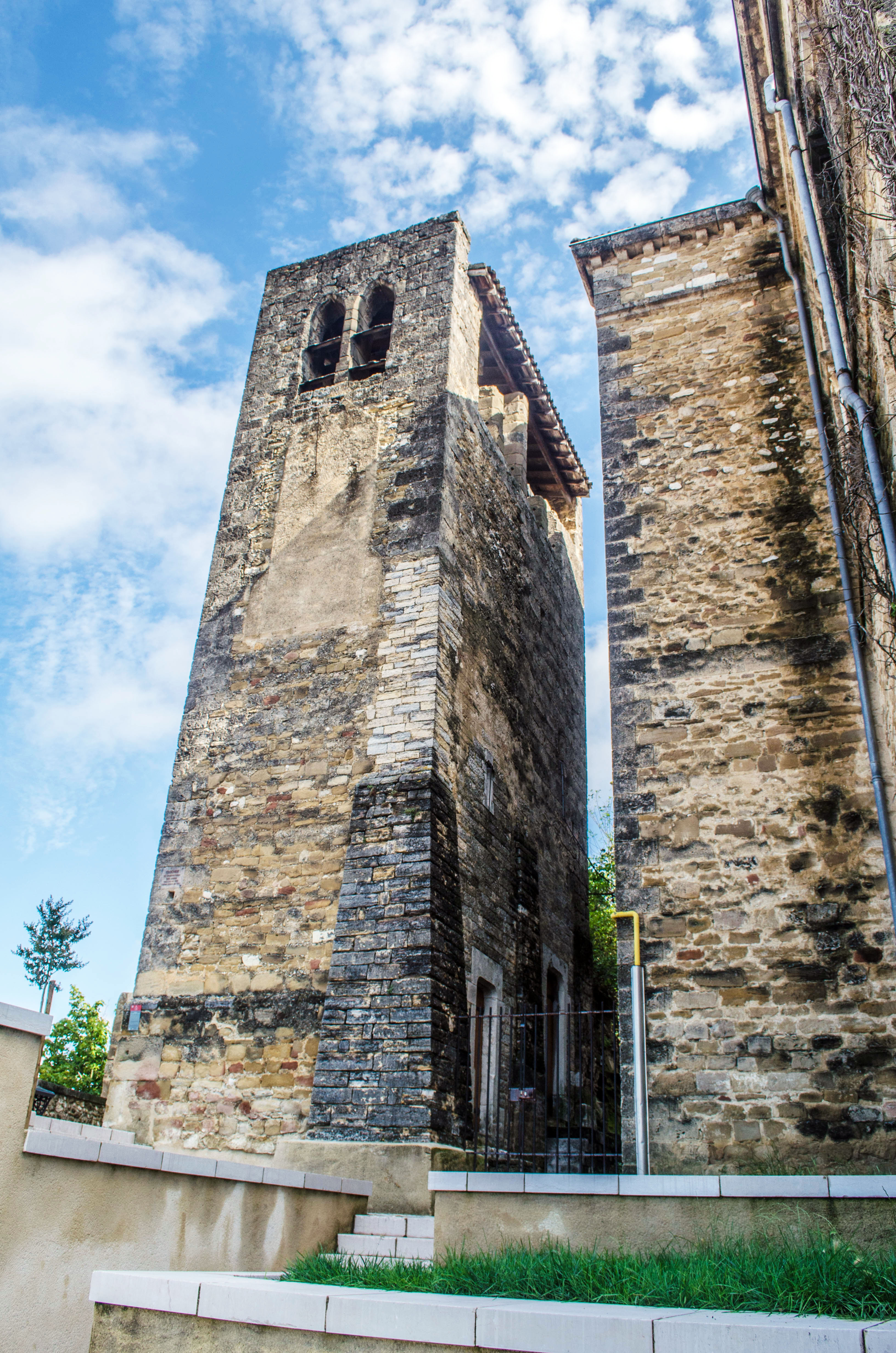
Église Saint-Jean-Baptiste, le clocher.
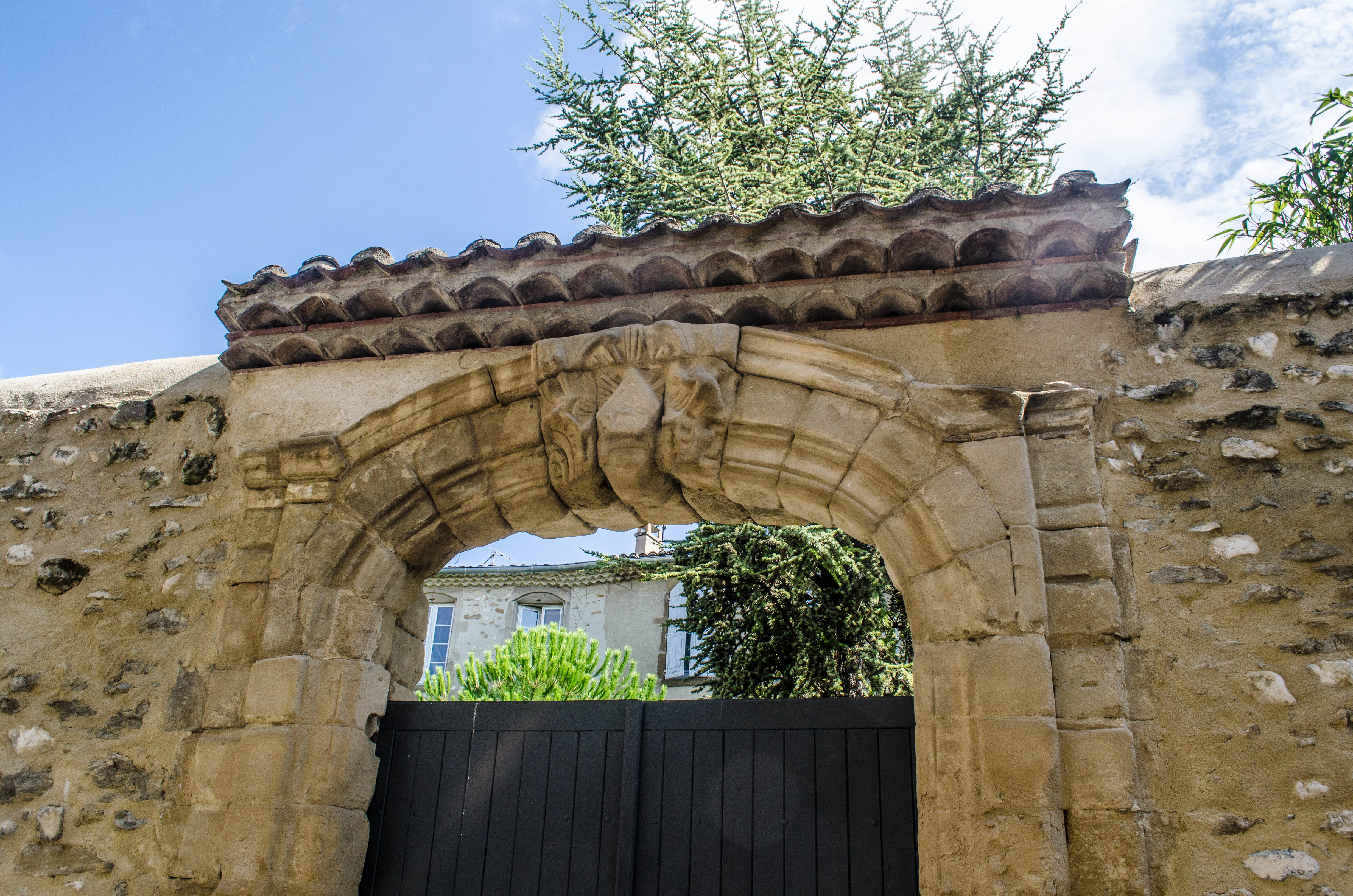
Portail des Ursulines.

### Patrimoine naturel
- Plusieurs grottes et caves[1].

### Personnalités liées à la commune
- Jean Espérance Blandine de Laurencin né en 1740 à Chabeuil, mort en 1812 à Lyon. Erudit littéraire et scientifique, mécène s'intéressant aux aérostat, il a fait voler une des premières montgolfières le 8 février 1784 à Chabeuil[41],[19].
- François Génissieu, né à Chabeuil en 1749, avocat au Parlement de Grenoble, député, président  de la Convention (1795), ministre de la Justice du Directoire, président des Cinq Cents, magistrat.
- Louis-Joseph Margueron (1851-1917), général de brigade, Mort pour la France en 1917. En qualité d'historien, il est l'auteur d'une étude sur la Campagne de Russie de 1812. Natif de Chabeuil et décédé à Paris.
- Le père François de Paule Vallet (1883-1947) fonde à Chabeuil, le 31 octobre 1943, la communauté Nazareth Chabeuil, dite aussi maison des coopérateurs paroissiaux du Christ Roi ou CPCR, dans l'usine Béranger, une ancienne magnanerie. Le père Vallet s'inscrit dans le courant traditionaliste du monde catholique[42].
- Paul-Jacques Bonzon (1908-1978), instituteur et romancier pour la jeunesse, y fut instituteur de 1937 à 1949. Bonzon s'établit dans la Drôme en 1935. Il y effectue toute sa carrière. D'abord nommé à Espeluche, en 1937, il est affecté à Chabeuil. Il y reste jusqu'en 1949. Par ses choix pédagogiques, par l’attention qu’il portait aux enfants, par la haute idée qu'il se faisait du rôle et de la place de l'école, il a profondément marqué la commune. Instituteur respecté et apprécié, il était aussi écrivain. Durant son séjour à Chabeuil, il publie trois ouvrages : Loutsi-chien, Delph le marin et Le Jongleur à l'étoile. Il quitte Chabeuil en 1949 pour Saint-Laurent-en-Royans. Chabeuil lui a rendu hommage en donnant son nom à l'une de ses rues.
- Gustave André (1908-1944), résistant, membre des réseaux Combat (Résistance) et Franc-Tireur, Compagnon de la Résistance, assassiné par les Nazis le 29 août 1944 à Limonest[43].

### Héraldique, logotype et devise
| Blason de Chabreuil | Les armes de Chabeuil se blasonnent ainsi : D'argent, au dauphin de sable. |